# Волиця (Красноставський повіт)
Волиця (пол. Wolica) — село в Польщі, у гміні Красничин Красноставського повіту Люблінського воєводства.
Населення — 104 особи (2011).
У 1975-1998 роках село належало до Холмського воєводства.

## Демографія
Демографічна структура станом на 31 березня 2011 року:
|          | Загалом | Допрацездатний вік | Працездатний вік | Постпрацездатний вік |
| -------- | ------- | ------------------ | ---------------- | -------------------- |
| Чоловіки | 54      | 6                  | 42               | 6                    |
| Жінки    | 50      | 8                  | 25               | 17                   |
| Разом    | 104     | 14                 | 67               | 23                   |